# Michael Salomo

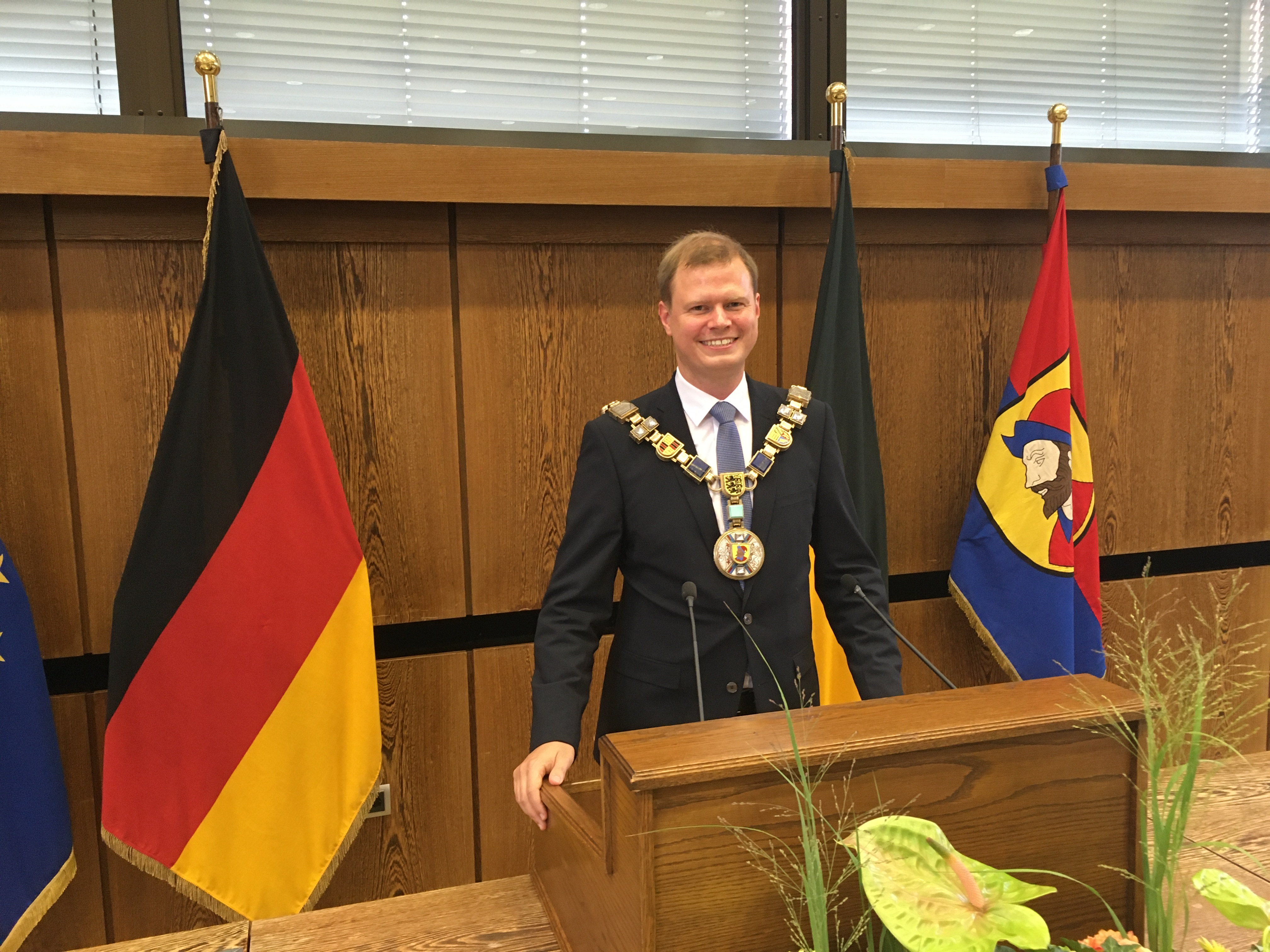
Michael Salomo, 2021

Michael Salomo (* 13. September 1988 in Isny im Allgäu) ist ein deutscher Kommunalpolitiker (SPD). Seit 2021 ist er Oberbürgermeister der ostwürttembergischen Großen Kreisstadt Heidenheim an der Brenz. Zuvor war er von 2014 bis 2021 Bürgermeister der Gemeinde Haßmersheim.

## Leben
Salomo wuchs in Leutkirch im Allgäu auf. Er legte die Mittlere Reife an der Realschule in Leutkirch ab. Seit 2004 ist er Mitglied der SPD. Im Alter von 16 Jahren zog er nach Köln und absolvierte von 2005 bis 2007 beim Bundesverwaltungsamt eine Ausbildung zum Regierungssekretär. Von 2007 bis 2008 arbeitete er beim Landesamt für Verfassungsschutz Baden-Württemberg in Stuttgart. Von 2008 bis 2010 war er als Rettungssanitäter tätig. Von 2011 bis 2014 arbeitete er als Zollbeamter der Bundesfinanzverwaltung beim Hauptzollamt Stuttgart. 2014 war er außerdem als Schöffe am Landgericht Stuttgart tätig.
Am 27. Oktober 2013 wurde Salomo mit 54 % der Stimmen zum Bürgermeister der Gemeinde Haßmersheim gewählt. Er trat sein Amt im Januar 2014 an und war zu diesem Zeitpunkt der jüngste hauptamtliche Bürgermeister Deutschlands. Als solcher war er von Amts wegen auch Vorsitzender der Verwaltungsgemeinschaft Haßmersheim-Hüffenhardt.
Salomo ist Mitinitiator und seit dessen Gründung im September 2019 Sprecher des bundesweiten parteiübergreifenden Netzwerks Junge Bürgermeister*innen unter dem Dach des Innovators Club im Deutschen Städte- und Gemeindebund. Er ist des Weiteren Lehrbeauftragter an der Intersectoral School of Governance Baden-Württemberg der DHBW Heilbronn sowie an der Hochschule für öffentliche Verwaltung Kehl.
Am 20. Juni 2021 wurde Salomo mit 60,9 % der Stimmen zum Oberbürgermeister der Stadt Heidenheim an der Brenz gewählt. Er wurde am 5. August 2021 in sein Amt eingesetzt und folgte auf Bernhard Ilg, der mit Ablauf des 30. Juli 2021 in den Ruhestand eingetreten war. In seinem Amt als Oberbürgermeister von Heidenheim ist er auch Aufsichtsratsvorsitzender u. a. der Stadtwerke Heidenheim AG, Verbandsvorsteher des Wasserverbands Wedel-Brenz, Mitglied des Verwaltungsrats des Abwasserzweckverbands Härtsfeld und des Wasserverbands Egau sowie Vorsitzender des Kuratoriums der Hermann-Voith-Stiftung und Vorstand der Hugo-Rupf-Stiftung.